# De mulieribus claris

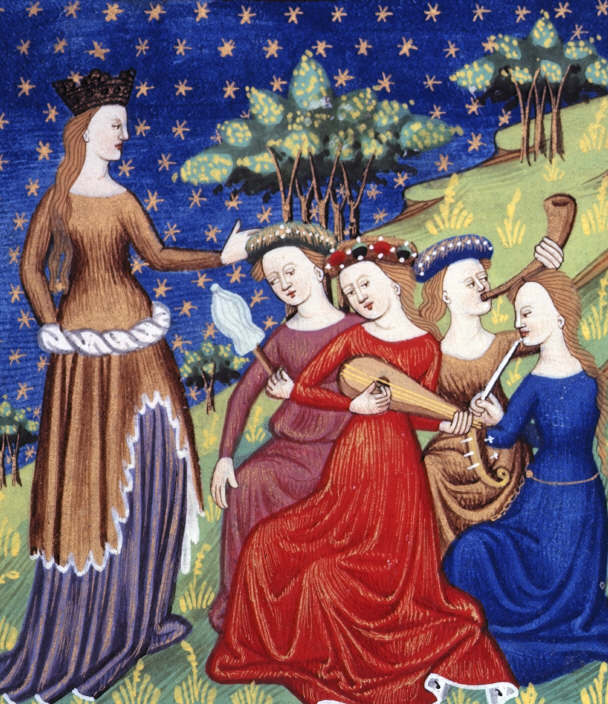
En drottning med fyra musicerande hovdamer.

De mulieribus claris är en biografi över berömda kvinnor av Giovanni Boccaccio, först publicerad 1374. Titeln betyder ungefär Om berömda kvinnor. Texten är en parallelltext till De casibus virorum illustrium, som handlade om berömda mäns öden.
Texten beskriver 106 berömda kvinnor i syfte att ge dem ryktbarhet och inspirera andra att ta lärdom av deras liv. Texten är dedicerad till Andrea Acciaioli som var vän till Boccaccio. Kvinnorna i boken börjar med Bibelns Eva och tar upp drottningar, helgon, döttrar till politiker och även andra helt mytiska figurer som påvinnan Johanna. Camiola nämns bland annat för att hon räddade riddaren Roland av Sicilien, som dock svek henne. 